# Bagnoli di Sopra bianco classico
Le Bagnoli di Sopra bianco classico est un vin blanc italien de la région Vénétie doté d'une appellation DOC depuis le 16 août 1995. Seuls ont droit à la DOC les vins blancs récoltés à l'intérieur de l'aire de production définie par le décret. 

## Aire de production
Les vignobles autorisés se situent en province de Padoue dans la commune de Bagnoli di Sopra. Le vignoble Colli Euganei est à quelques kilomètres.

## Caractéristiques organoleptiques
- couleur : jaune paille plus ou moins intense
- odeur : vineux, caractéristique, agréablement parfumé
- saveur : sec ou doux, fine, velouté, harmonique.

Le Bagnoli di Sopra bianco classico se déguste à une température de 8 à 10 °C et il se gardera 1 – 2 ans.

## Production
Province, saison, volume en hectolitres :
- Padoue  (1995/96)  371,0
- Padoue  (1996/97)  1092,0